# 王德贵
王德贵（1914年—2000年），中国人民解放军将领、中国人民解放军开国少将。
曾任空军第二军军长。1955年，授予中国人民解放军少将。